# Еріка Кремер
Еріка Кремер (нім. Erika Cremer; 20 травня 1900, Мюнхен — 21 вересня 1996, Інсбрук) — німецька вчена, фізик, хімік, заслужений професор Інсбруцького університету. Одна із засновниць методу газової хроматографії.

## Біографія

### Раннє життя
Кремер народився 20 травня 1900 року в Мюнхені в сім'ї вчених і викладачів. Її батько, Макс Кремер, був професором фізіології й винахідник скляного електрода. Мати, Елізабет (уроджена Розмунд), походила з сім'ї вчених. В Еріки було два брати, Юбер Кремер, який став математиком, і Лотар Кремер — фізик-акустик.

### Освіта і початок кар'єри
Сім'я переїхала в Берлін. Еріка Кремер мала проблеми з адаптацією до нової прусської шкільної системи. Кремер закінчила середню школу в Берліні в 1921 році й вступила до Берлінського університету, де вивчала хімію. В Берлінському університеті вона відвідувала лекції Фріца Габера, Вальтера Нернста, Макса Планка, Макса фон Лауе і Альберта Ейнштейна.
У 1927 році Кремер отримала ступінь доктора філософії з відзнакою під керівництвом Макса Боденштейна. Дисертація присвячена питанням кінетики воднево-хлорової реакції. Завдяки цій роботі та її іншим роботам з кінетики, майбутній нобелівський лауреат з вивчення кінетики, Микола Семенов запросив її до Ленінграда на роботу. Вона відмовилася і залишилася в Німеччині, щоб працювати в Інституті фізичної хімії і електрохімії ім. Кайзера Вільгельма (сьогодні Інститут імені Фріца Габера). Там вона працювала з Карлом-Фрідріхом Бонгефером над теоретичними квантовими проблемами фотохімії.
Кремер отримала стипендію університету Фрайбурга для вивчення розпаду спиртів з використанням оксидних каталізаторів з Джорджем де Гевеші. Згодом Кремер повернулася до Берліна, щоб працювати з Майклом Полані в Інституті Габера, де вони досліджували перетворення водню та ортоводню в одному спиновому стані до параводню. Вона працювала там до 1933 року, коли до влади в Німеччині прийшла фашистська партія, і інститут був розпущений. Протягом чотирьох років Кремер не змогла знайти роботу за фахом або продовжити дослідження.

### Наукова кар'єра до і під час Другої світової війни
У 1937 році Кремер приєдналася до Отто Гана в Інституті хімії Кайзера Вільгельма. У 1938 році Кремер отримала габілітацію в Берлінському університеті. Ця кваліфікація повинна була дозволити стати їй викладачем, однак нацистський уряд прийняв Закон про правове становище жінок-державних службовців. Закон забороняв жінкам займати вищі керівні посади (наприклад, професорські) і вимагав, щоб жінки звільнялися з державної служби, як тільки виходили заміж. Багато жінок-вчених залишилися безробітними або були обмежені у кар'єрі.
Після початку Другої світової війни був брак чоловіків вчених і професорів, який призвали на фронт, Кремер отримала посаду доцента в 1940 році в Інсбруцькому університеті в Австрії. Проте її повідомили, що після закінчення війни її звільнять, як тільки чоловіки повернуться додому. Кремер була задоволена своїм місцем призначення, оскільки вона могла займатися своїм хобі — альпінізмом.

### Відкриття і розробка газової хроматографії
В Інсбруку Кремер досліджувала гідрування ацетилену і зіткнулася з труднощами з розділенням двох газів з подібними температурами адсорбційного нагрівання. В цей час в Інсбруцькому університеті проходили дослідження хроматографії рідинної абсорбції. Кремер подумала про подібний метод розділення газів, використовуючи інертний газ-носій як рухому фазу. Вона розробила математичні розрахунки й прилади для першого газового хроматографа. У 1944 році Кремер навела короткий науковий звіт в журналі Naturwissenschaften. Однак цей документ не був опублікований тоді, тому що друкарська машина журналу була знищена під час бомбардування авіації. Остаточно звіт опублікували аж через тридцять років, у 1976 році, коли він вже вважався історичним документом.
У грудні 1944 року об'єкти університету були сильно пошкоджені під час авіаційного бомбардування. Після війни Кремер, як громадянин Німеччини, мала обмежені можливості у своїй науковій діяльності. Фріц Пріор був одним з її післявоєнних студентів і вчителем хімії середньої школи. Для дисертації він обрав ідею газового хроматографа. Поки об'єкти в Університеті Інсбрука відбудовувались, він використовував лабораторію середньої школи для продовження дослідження разом з Кремер. Коли університет частково відкрився, у Кремер ще була заборона на роботу через німецьке громадянство, проте вона таємно відвідала університет, щоб продовжувати дослідження.
Кремер отримала дозвіл на роботу наприкінці 1945 року. У 1947 році вона завершила попередню розробку нового методу вимірювань і аналізу газової хроматографії. Інший студент Еріки Кремер Роланд Мюллер написав дисертацію про аналітичні можливості газового хроматографа. У 1951 році Кремер призначена директором Інституту фізичної хімії та стала професором. У 1951 році три статті про роботу Кремер були опубліковані в німецькому науковому журналі Zeitschrift für Elektrochemie. Наукова спільнота сприйняла опубліковані статті негативно. Багато хто вважав, що старі методи були достатніми. У 1952 році британські вчені Ентоні Тредфорд Джеймс і Арчер Портер Мартін, а в 1953 році чеський науковець Я. Янак опублікували звіти, що підтверджують винахід газової хроматографії Ерікою Кремер. Мартін і його колега Річард Лоренс Міллінгтон Сінг отримали Нобелівську премію за винайдення розподільної хроматографії у 1952 році.
Еріка Кремер та її студенти продовжили свою роботу з розробки методів і теорії газової хроматографії протягом наступних двох десятиліть. Вони запропонували ідеї, що використовуються в сучасній газовій хроматографії. Кремер і її колеги запропонували "відносний час утримування", а також спосіб розрахунку площі піка через множення висоти піка на ширину піка на половину висоти. Крім того, вони продемонстрували взаємозв'язок між вимірюванням і температурою колонки, а також винайшли аналіз головного простору.

### Пізніша кар'єра і смерть
Кремер продовжила дослідження в Університеті Інсбрука і звільнилася у 1971 році. Але вона займалася вивченням газової хроматографії майже до кінця свого життя. У 1990 році в Інсбруку відбувся міжнародний симпозіум з нагоди її роботи та 90-річчя з дня народження. Еріка Кремер померла у 1996 році.
У 2009 році Університет Інсбрука заснував програму її імені для висококваліфікованих жінок-вчених для отримання габілітації.

## Нагороди та відзнаки
- Медаль Вільгельма Екснера, 1958;
- Медаль Йогана Йозефа Ріттера фон Прехта від Технічного університету Відня, 1965;
- Премія Ервіна Шредінгера Австрійської академії наук, 1970;
- Премія М. С. Цветта з хроматографії, 1974;
- Пам'ятна медаль М. С. Цветта Академії наук СРСР, 1978;
- Почесний ступінь у Берлінському технічному університеті;
- Хрест першого ступеня Австрійського ордену науки і мистецтв.

## Музейна виставка
3 листопада 1995 року Німецький музей у своєму Боннському відділенні відкрив виставку, в якій була представлена робота Кремер. Метою виставки було показати громадськості, як Кремер побудувала перший газовий хроматограф з Фріцем Пріором у 1940-х роках.